# Melampyrum laxum
Melampyrum laxum är en snyltrotsväxtart som beskrevs av Friedrich Anton Wilhelm Miquel. Melampyrum laxum ingår i släktet kovaller, och familjen snyltrotsväxter.

## Underarter
Arten delas in i följande underarter:
- M. l. edentatum
- M. l. arcuatum
- M. l. nikkoense
- M. l. yakusimense